# 石宝乡
石宝乡，是中华人民共和国湖南省怀化市中方县下辖的一个乡镇级行政单位。

## 行政区划
石宝乡下辖以下地区：
坪坳村、桃建村、双溪村、里龙村、鱼龙桥村、大竹村、沅溪村、贵渔村和幸福村。